# Ouled Fayet
Ouled Fayet è un comune dell'Algeria, situato nella provincia di Algeri. >(